# Glaucanites
Glaucanites (llatí glaucanitae, grec Γλαυκανῖται) o glauses (glausae, Γλαῦσαι) foren un poble sotmès per Alexandre el Gran durant la seva expedició a l'Índia. Vivien a la vora del riu Hidaspes. Alexandre va cedir el país al rei Porus. Aristòbul escriu el seu nom com glaucanicae i Claudi Ptolemeu com glausae.